# Rita Johnston
Pour les articles homonymes, voir Johnston.
Rita Margaret Johnston, née Rita Margaret Leichert le 22 avril 1935 à Melville en Saskatchewan, est une femme politique canadienne, membre du Parti Crédit social de la Colombie-Britannique. Elle est première ministre de la Colombie-Britannique en 1991. 

## Biographie
Le 2 avril 1991, elle succède à William Vander Zalm comme première ministre de la Colombie-Britannique, à la tête d'un gouvernement Crédit social. Elle est la première femme première ministre d'une province du Canada. À la suite de la défaite du Crédit social aux élections provinciales, elle quitte ses fonctions le 5 novembre suivant et est remplacée par Michael Harcourt, du Nouveau Parti démocratique.